# Buster Brown (Comicfigur)

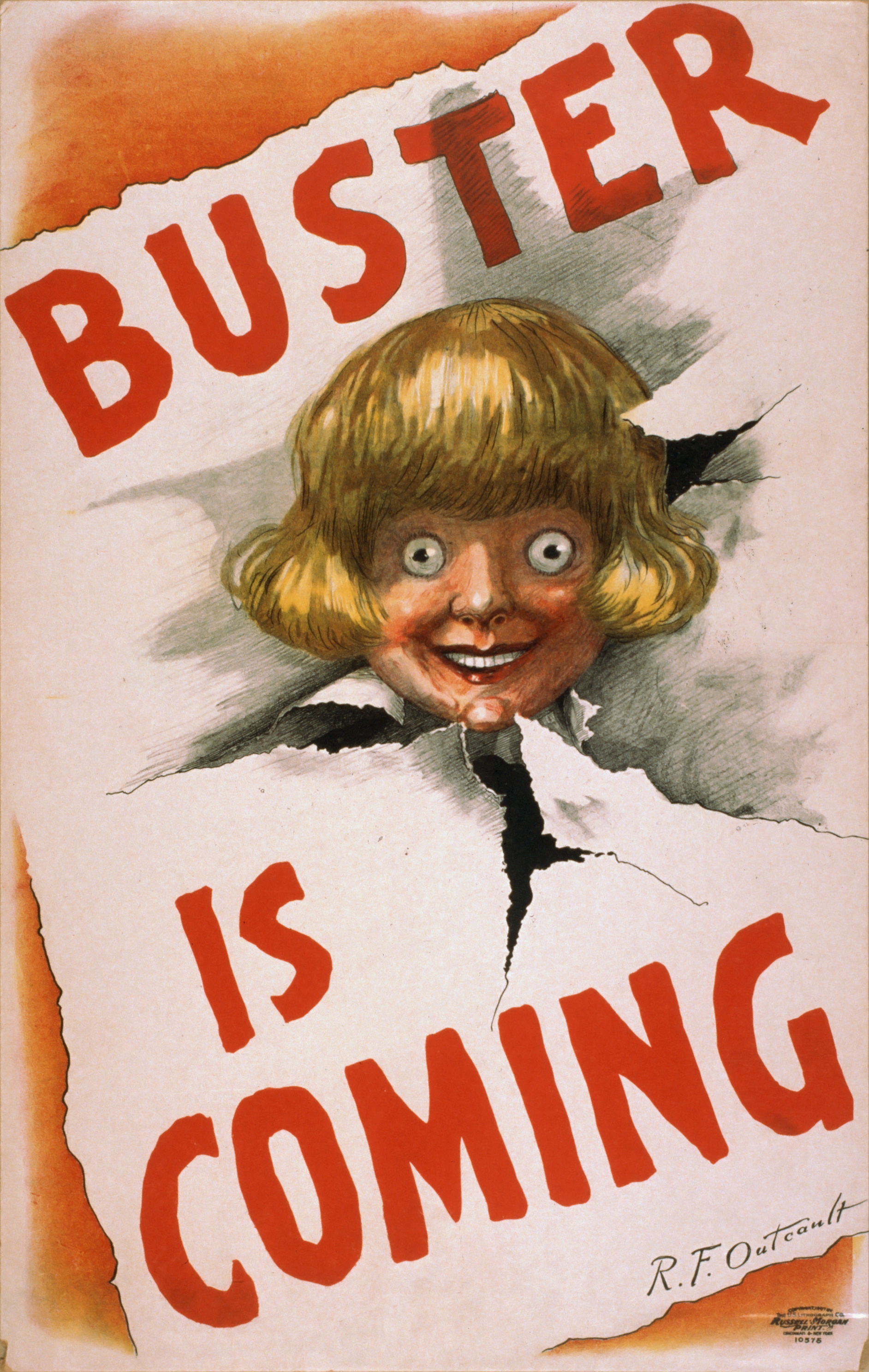
Buster Brown auf einem Werbeplakat

Buster Brown ist eine Werbe- und Comic-Figur, die 1902 von Richard Felton Outcault erschaffen wurde.
Der Vorname des Helden wurde wohl von Buster Keaton entlehnt, der damals schon ein Vaudeville-Kinderstar war. Der Zeitungscomic Buster Brown erschien das erste Mal am 4. Mai 1902 im New York Herald. Als Outcault 1906 zu den Hearst-Zeitungen wechselte, kam es zum Rechtsstreit zwischen dem Herald und Hearst. Das Gericht entschied, dass Outcault als Schöpfer zwar seinen erschaffenen Charakter mitnehmen konnte, dass der titelgebende Name aber beim Herald verbleiben musste. So erschien Buster Brown weiter beim Herald bis wahrscheinlich 1911, während Outcaults Version bei Hearst bis 1921 erschien.
1904 erwarb die Brown Shoe Company die Namensrechte an Buster Brown und stellte den so geschaffenen Markennamen erstmals anlässlich der Weltausstellung in St. Louis vor. Die Firma bewarb ihre Produkte durch kleinwüchsige Menschen, die, als Buster Brown verkleidet und von einem Hund begleitet, bis in die 1930er Jahre in Schuhläden und Warenhäusern auftraten. Bis heute wirbt die Brown Shoe Company mit dem Namen und dem kürzlich neu gestalteten Logo mit Buster Brown für Kinderschuhe. 
In den 1920er-Jahren wurden auch einige Realverfilmungen von den Stern Bros. erstellt. Der kleine Hund Tige wurde von „Pete the Pup“ gespielt. Die Regie führte Gus Meins, der später auch an den populären Verfilmungen von Our Gang (Little Rascals = „Die kleinen Strolche“) beteiligt war.

## Inhalte

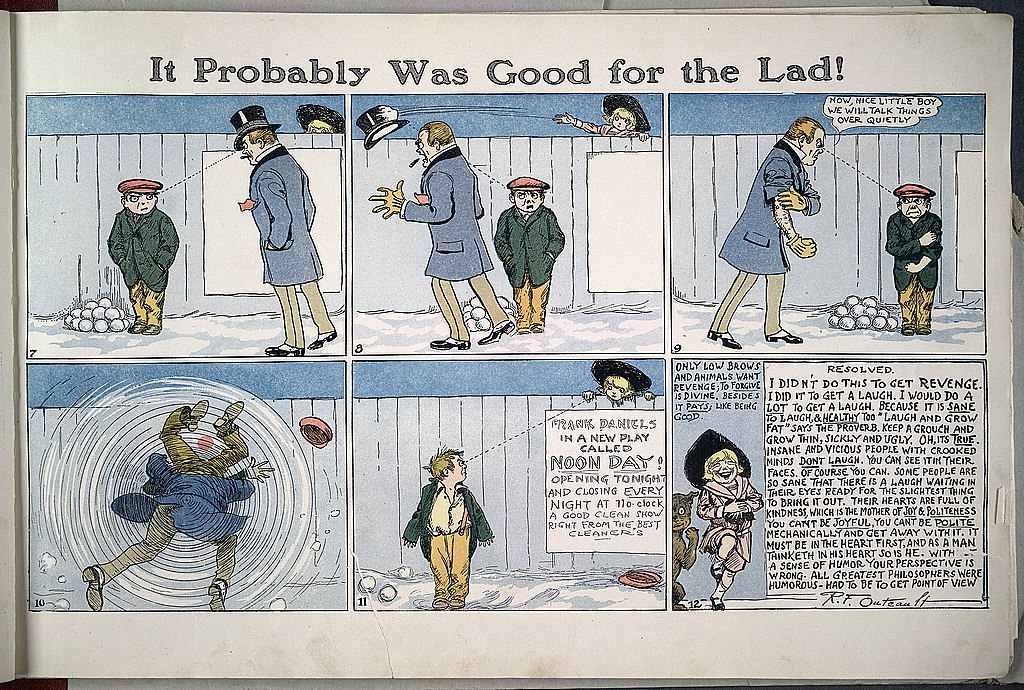
Comicstrip mit Buster Brown

Buster Brown ist als Comic-Charakter ein boshafter, stets altertümlich gekleideter kleiner Junge. Seine Schwester heißt Mary Jane und sein Hund Tige. Tige soll der erste Hund in Comics gewesen sein, der sprechen konnte, was jedoch im Comic Erwachsene nicht hören konnten. Der Erfolg der Comicstrips resultierte aus der Tatsache, dass er, anders als die Katzenjammer Kids oder The Yellow Kid, in der Oberschicht spielte und die Geschichten mit milden moralischen Botschaften schlossen, anstatt, wie in anderen Strips, üblicherweise mit Prügeln für die über die Stränge schlagenden Helden.